# Februarie 2022
Acest articol este generat integral pe baza informațiilor din articolul 2022 și este actualizat periodic de un robot.
 Editările făcute în articol vor fi șterse la următoarea actualizare! Dacă doriți să faceți modificări, editați articolul-sursă.

ianuarie -
februarie -
martie -
aprilie -
mai -
iunie -
iulie -
august -
septembrie -
octombrie -
noiembrie -
decembrie
Februarie 2022 a fost a doua lună a anului și a început într-o zi de marți.

## Evenimente
- 1 februarie: Criza ruso-ucraineană (2021–2022): Departamentul de Stat al SUA anunță că le-a ordonat angajaților guvernamentali și familiilor acestora să părăsească Belarus, pe fondul tensiunilor continue dintre Rusia și Ucraina.
- 1 februarie: Se face o tentativă de lovitură de stat în Guineea-Bissau. Președintele Umaro Sissoco Embaló spune că „mulți” membri ai forțelor de securitate au fost uciși într-un „atac eșuat împotriva democrației”, deoarece atât Uniunea Africană, cât și ECOWAS condamnă tentativa de lovitură de stat.
- 2 februarie: Criza ruso-ucraineană (2021–2022): Secretarul de presă al Pentagonului, John Kirby, anunță că Pentagonul va desfășura 3.000 de soldați în Europa de Est pentru a-și apăra aliații și a contracara agresiunea Rusiei împotriva Ucrainei.
- 3 februarie: Rusia retrage acreditările de presă tuturor angajaților Deutsche Welle și închide studioul organizației media germane de la Moscova, ca răspuns la blocarea autorităților germane de reglementare a canalului de televiziune rus RT Deutsch.
- 3 februarie: Președintele Italiei Sergio Mattarella a depus jurământul pentru cel de al doilea mandat de președinte, după o săptămână de la alegerile din 24 ianuarie.
- 4 - 20 februarie: Are loc ediția 24 al Jocurilor Olimpice de iarnă din 2022 care se desfășoară la Beijing.
- 5 februarie: Președintele tunisian Kais Saied dizolvă Consiliul Suprem al Magistraturii. Liderii Consiliului declară dizolvarea drept ilegală.
- 5 februarie: Douăzeci de separatiști ai Armatei Naționaliste Baloch și nouă soldați pakistanezi au fost uciși în timpul raidurilor din Panjgur și Nushki, după ce BNA a atacat două posturi de securitate în urmă cu două zile, ucigând patru soldați și un civil.
- 6 februarie: Se încheie cea de-a 33-a a Cupei Africii pe Națiuni, Senegalul câștigând primul lor trofeu internațional după ce a învins Egiptul la penalty-uri în finala de pe Stadionul Paul Biya din Yaoundé, Camerun. Atacantul senegalez Sadio Mané este desemnat cel mai bun jucător al turneului.
- 6 februarie: Ciclonul Batsirai, un ciclon de categoria 4 pe Scara Saffir-Simpson, ucide cel puțin 10 persoane și strămută peste 48.000 după ce a ajuns în Madagascar.
- 7 februarie: Poliția tunisiană închide clădirea Consiliului Suprem de Justiție și împiedică intrarea membrilor acestuia și a personalului acestora. Corpul juridic a fost dizolvat cu o zi înainte de către președintele Kais Saied, într-o mișcare larg condamnată în interiorul națiunii ca fiind ilegală.
- 7 februarie: Cancelarul german Olaf Scholz se întâlnește cu președintele american Joe Biden în timpul primei vizite în Statele Unite pentru a discuta despre situația din Ucraina, spunând că Germania va „acționa împreună” cu Statele Unite dacă Rusia va invada Ucraina.
- 8 februarie: Polonia își amână pe termen nelimitat termenul limită de 1 martie pentru vaccinarea completă obligatorie pentru profesori, armată și ofițeri de poliție, având în vedere ritmul actual de vaccinare.
- 8 februarie: Mii de slovaci protestează la Bratislava împotriva unui potențial tratat de apărare militară între Slovacia și Statele Unite. Poliția a împiedicat unii protestatari să intre în clădirea Consiliului Național, unde proiectul de lege este dezbătut de parlamentari.
- 9 februarie: Johnson & Johnson suspendă oficial producția vaccinului său COVID-19. Se spune că producția se va relua probabil mai târziu și că milioane de doze rămân stocate pentru distribuție conform acordurilor anterioare.
- 9 februarie: s-a anunțat relansarea posturilor TV: TVR Cultural și TVR Info.
- 9 februarie: Jocurile Olimpice de iarnă din 2022: Patinatoarea artistică rusă Kamila Valieva a fost testată pozitiv pentru substanțe interzise după ce a câștigat aurul la proba pe echipe, amânând ceremonia de decernare a medalilor.
- 10 februarie: Arheologii anunță descoperirea unui dinte uman în Grotte Mandrin de lângă Malataverne, Franța, datând cu 54.000 înaintea erei noastre, cu aproximativ 10.000 de ani înainte de data acceptată în prezent pentru sosirea Homo sapiens în Europa.
- 10 februarie: Criza ruso-ucraineană (2021-2022): Președintele american Joe Biden le cere tuturor americanilor rămași în Ucraina să părăsească imediat această țară, din cauza amenințărilor sporite ale acțiunii militare ruse. Departamentul de Stat al SUA emite un avertisment de călătorie de nivel 4, cel mai înalt nivel.
- 10 februarie: Criza ruso-ucraineană (2021-2022): Ucraina spune că exercițiile marinei ruse în Marea Neagră și Marea Azov au făcut navigația „practic imposibilă”, precizând că exercițiile fac parte dintr-un „război hibrid” împotriva țării. Ministrul de externe Dmytro Kuleba spune că Marea Azov este complet blocată, blocând în esență porturile ucrainene.
- 10 februarie: Criza ruso-ucraineană (2021-2022): Rusia și Belarus încep un exercițiu militar de 10 zile cunoscut sub numele de „Rezolvarea Aliată-2022”, pe fondul tensiunilor în curs cu Ucraina. Statele Unite și NATO denunță exercițiul, NATO numind-o cea mai mare desfășurare de trupe rusești de la Războiul Rece.
- 11 februarie: Lt. Col. Paul-Henri Sandaogo Damiba, liderul juntei militare, este declarat președinte de Consiliul Constituțional din Burkina Faso. „Alegerea lui”, considerată efectivă retroactiv de la lovitura de stat din 24 ianuarie, va fi oficializată printr-o inaugurare pe 16 februarie.
- 11 februarie: Criza ruso-ucraineană (2021-2022): Administrația Biden spune că Rusia are acum suficiente trupe și echipamente militare la locul lor pentru a lansa o invazie a Ucrainei și îi avertizează pe americani să părăsească țara în următoarele 48 de ore.
- 11 februarie: Criza ruso-ucraineană (2021-2022): Ministerul de Externe britanic le ordonă cetățenilor britanici să părăsească imediat Ucraina, deoarece o invazie rusă pare acum a fi iminentă.
- 11 februarie: Criza ruso-ucraineană (2021-2022): Se anunță că Forțele Armate ale Statelor Unite vor desfășura 3.000 de soldați suplimentari din Divizia 82 Aeropurtată în Polonia în „zilele următoare”, pe fondul tensiunilor cu Rusia.
- 11 februarie: Criza ruso-ucraineană (2021-2022): Israelul începe să evacueze personalul ambasadei și familiile diplomaților din Kiev și, de asemenea, ordonă o avertizare de călătorie pentru toți israelienii, spunând că o ofensivă rusă la scară largă ar putea avea loc în curând.
- 11 februarie: Criza ruso-ucraineană (2021-2022): Japonia își îndeamnă cetățenii să părăsească imediat Ucraina. În prezent, în Ucraina trăiesc aproximativ 150 de cetățeni japonezi.
- 11 februarie: Criza ruso-ucraineană (2021-2022): Coreea de Sud interzice orice călătorie în Ucraina și le cere cetățenilor săi să părăsească imediat Ucraina.
- 11 februarie: Criza ruso-ucraineană (2021-2022): Imaginile din satelit înregistrează Rusia adunând mai multe trupe lângă granița dintre Rusia și Ucraina.
- 12 februarie: Criza ruso-ucraineană (2021-2022): Mai multe națiuni, inclusiv Estonia, Irak, Palestina, Spania și Taiwan, avertizează împotriva călătoriei în Ucraina și își îndeamnă cetățenii să părăsească țara.
- 13 februarie: Frank-Walter Steinmeier este reales președinte al Germaniei.
- 14 februarie: Steagul statului Mauritius este arborat pe Arhipelagul Chagos, controlat de britanici, din Oceanul Indian, pentru prima dată în istorie. Premierul maurițian Pravind Jugnauth descrie evenimentul drept un „moment istoric”, spunând că a venit timpul ca Regatul Unit să cedeze controlul asupra arhipelagului.
- 14 februarie: Criza ruso-ucraineană (2021-2022): Rusia respinge cererea oficială ucraineană pentru o întâlnire între ambele țări și Organizația pentru Securitate și Cooperare în Europa pentru a discuta despre criză.
- 14 februarie: Departamentul de Justiție al Statelor Unite cere Hondurasului arestarea și extrădarea fostului președinte al statului Honduras Juan Orlando Hernández, care a părăsit mandatul în urmă cu mai puțin de o lună.
- 15 februarie: Fostul președinte al statului Honduras Juan Orlando Hernández este arestat la Tegucigalpa după ce SUA au cerut extrădarea lui sub acuzația de trafic de droguri.
- 15 februarie: Duma de Stat a Rusiei adoptă un proiect de lege care recunoaște oficial autoproclamata Republică Populară Donețk și Republica Populară Lugansk din estul Ucrainei ca state independente. Proiectul de lege a fost trimis președintelui Vladimir Putin pentru aprobare finală.
- 16 februarie: Reglementarea Condiționalității Statului de Drept: Curtea Europeană de Justiție respinge contestațiile Poloniei și Ungariei împotriva regulamentului și confirmă că regulamentul este în conformitate cu tratatele Uniunii Europene. Acest lucru va permite Comisiei Europene să suspende fonduri de la bugetul UE către statele membre care au probleme legate de statul de drept care ar putea afecta gestionarea fondurilor UE.
- 17 februarie: Criza ruso-ucraineană (2021–2022): Guvernul ucrainean îi acuză pe separatiștii ruși că au bombardat cu artilerie o grădiniță din Stanîcino-Luhanske, Regiunea Luhansk, rănind trei civili. Republica Populară Lugansk spune că forțele sale au fost atacate de armata ucraineană cu mortiere, lansatoare de grenade și foc de mitralieră. Cel puțin 32 de obuze au lovit orașul, provocând pene de curent și distrugând mai multe structuri.
- 18 februarie: Criza ruso-ucraineană (2021–2022): Republica Populară Donețk și Republica Populară Lugansk ordonă evacuarea obligatorie a civililor din capitalele lor respective. Se așteaptă ca aproximativ 700.000 de persoane să fie evacuate în Rusia, primele autobuze care transportă civili la granița cu Rusia călătoresc deja spre Regiunea Rostov. Președintele rus Vladimir Putin a ordonat să fie plătite refugiaților din Donbas alocații forfetare de 10.000 de ruble (130 de dolari SUA).
- 18 februarie: Criza ruso-ucraineană (2021–2022): Un jeep UAZ-469 a fost aruncat în aer în afara unei clădiri a guvernului Republicii Populare Donețk din orașul Donețk. Nu sunt raportate răniți.
- 18 februarie: Criza ruso-ucraineană (2021–2022): Rusia confirmă că conducta Drujba este în flăcări în regiunea Luhansk, ținută de rebeli, după ce o explozie masivă a întrerupt gazul la aproape o sută de gospodării. Conducta este una dintre principalele conducte ale Rusiei utilizate pentru transportul petrolului către Uniunea Europeană, deși livrările de tranzit către Europa nu au fost afectate și continuă ca de obicei.
- 18 februarie: Criza ruso-ucraineană (2021–2022): În Lugansk sunt raportate explozii suplimentare. Autoritățile Republicii Populare Lugansk declară că o benzinărie a fost aruncată în aer.
- 19 februarie: Eurodeputatul Eugen Tomac este ales din nou Președinte al PMP în congresul extraordinar, mai devreme fostul ministrul de externe Cristian Diaconescu a anunțat că va fuziona de la PMP cu AUR.
- 19 februarie: Criza ruso-ucraineană (2021–2022): Republica Populară Donețk și Republica Populară Lugansk declară o mobilizare militară completă, la o zi după ce au început evacuarea civililor în Rusia.
- 19 februarie: Criza ruso-ucraineană (2021–2022): Doi militari ucraineni sunt uciși, iar alți patru sunt răniți de bombardamentele forțelor separatiste. Separatiștii au deschis focul asupra a peste 30 de așezări cu artilerie, potrivit armatei ucrainene.
- 20 februarie: S-au încheiat Jocurile Olimpice de iarnă din 2022, cu Norvegia pe primul loc la numărul medalilor de aur și Rusia la numărul total de medalii.
- 20 februarie: Date scurse de la Credit Suisse dezvăluie identitățile a peste 30.000 de clienți ai băncii ale căror conturi bancare elvețiene numerotate anonime, care dețineau colectiv peste 100 de miliarde de dolari, le-au permis să-și păstreze identitatea secretă. Printre clienții săi se numărau șefi de stat (cum ar fi regele Abdullah al II-lea al Iordaniei), agresori ai drepturilor omului, traficanți de droguri, oficiali de informații și persoane supuse sancțiunilor sau implicate în infracțiuni financiare precum evaziunea fiscală sau corupția, printre altele. Datele secrete ale celei de-a doua bănci ca mărime din Elveția au fost divulgate în urmă cu aproximativ 1 an de către ziarul german Süddeutsche Zeitung și au fost analizate de organizația non-profit de raportare a crimei organizate și a corupției (OCCRP) și a altor 46 de organizații de știri, inclusiv The New York Times, Le Monde și The Guardian.

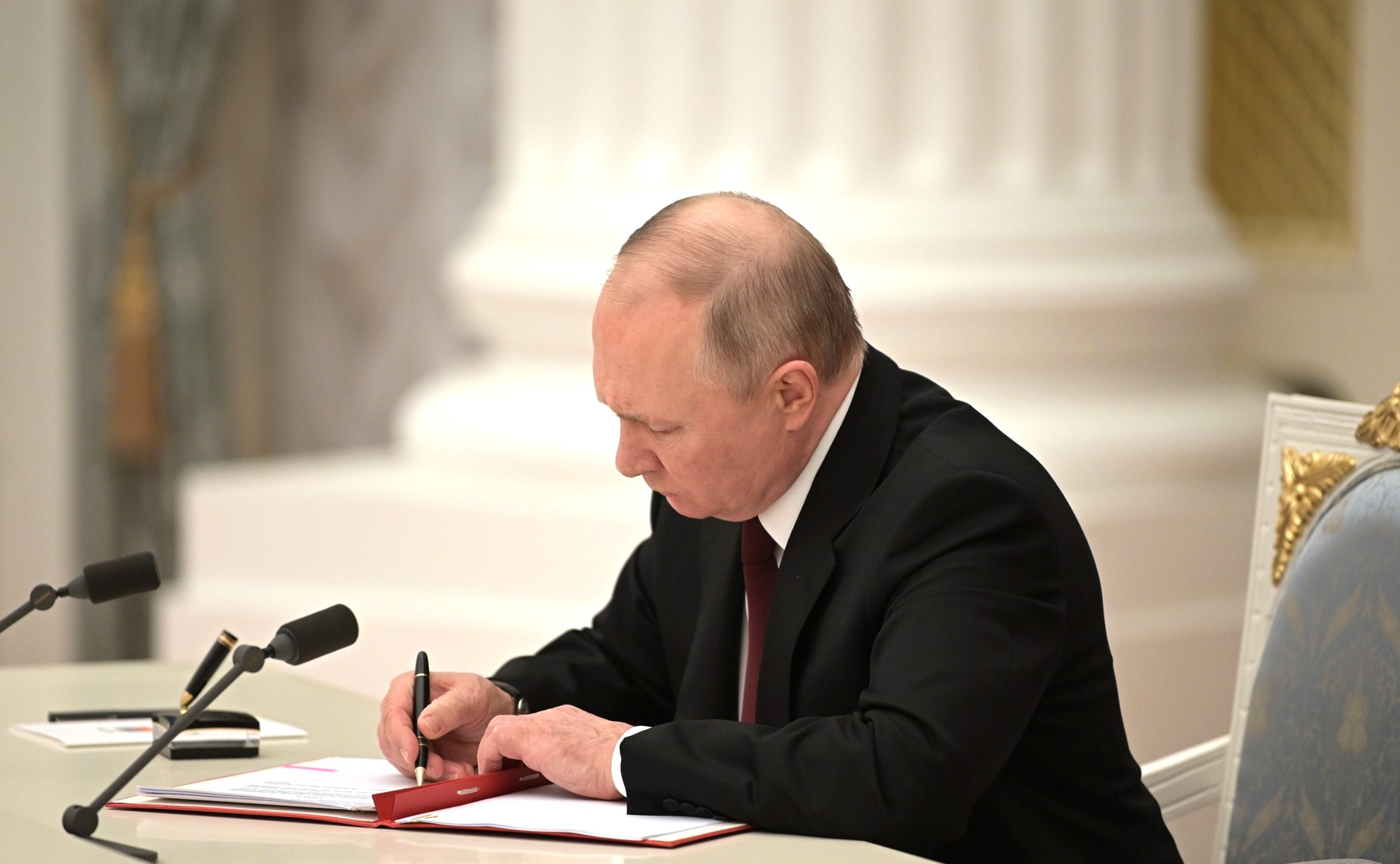
Vladimir Putin semnează decrete de recunoaștere a RPD și LPR și tratate de prietenie, cooperare și asistență reciprocă, 21 februarie 2022

- 21 februarie: Recunoașterea internațională a Republicii Populare Donețk și a Republicii Populare Lugansk: Președintele rus Vladimir Putin semnează decrete de recunoaștere a independenței Republicii Populare Donețk și Republicii Populare Lugansk cu efect imediat. El cere, de asemenea, parlamentului să ratifice tratatele de prietenie și ajutor reciproc cu teritoriile separatiste.
- 21 februarie: Recunoașterea internațională a Republicii Populare Donețk și a Republicii Populare Lugansk: Într-o adresă adresată națiunii, președintele Putin declară că Ucraina este o țară „fără tradiție de stat independent și o creație artificială a fondatorului Uniunii Sovietice Vladimir Lenin” și că țara a devenit un „regim marionetă al SUA plin de corupție”.
- 21 februarie: Recunoașterea internațională a Republicii Populare Donețk și a Republicii Populare Lugansk: Forțele armate ruse sunt desfășurate în republicile separatiste Donețk și Lugansk pentru o „misiune de menținere a păcii”, la scurt timp după ce Rusia a recunoscut independența republicilor.
- 21 februarie: Recunoașterea internațională a Republicii Populare Donețk și a Republicii Populare Lugansk: O coloană mare de vehicule militare, inclusiv tancuri, este raportată la periferia orașului Donețk la câteva ore după ce Rusia a recunoscut oficial republica autoproclamată ca stat independent.
- 21 februarie: Recunoașterea internațională a Republicii Populare Donețk și a Republicii Populare Lugansk: Rusia spune că a ucis cinci soldați ucraineni care au încercat să se infiltreze pe teritoriul său. Ucraina contestă afirmația ca fiind „știri false”.
- 22 februarie: Criza ruso-ucraineană (2021–2022): Germania suspendă proiectul Nord Stream 2 ca răspuns la recunoașterea de către Rusia a Republicii Populare Donețk și Republicii Populare Lugansk ca state independente.
- 22 februarie: Recunoașterea internațională a Republicii Populare Donețk și a Republicii Populare Lugansk: Siria își exprimă sprijinul pentru recunoașterea Rusiei a Republicii Populare Donețk și a Republicii Populare Lugansk.
- 22 februarie: Recunoașterea internațională a Republicii Populare Donețk și a Republicii Populare Lugansk: Parlamentul rus ratifică tratatele de prietenie și cooperare cu RPD și LPR, în urma solicitării lui Putin făcută în ziua precedentă.

Harta animată a invaziei Federației Ruse asupra Ucrainei

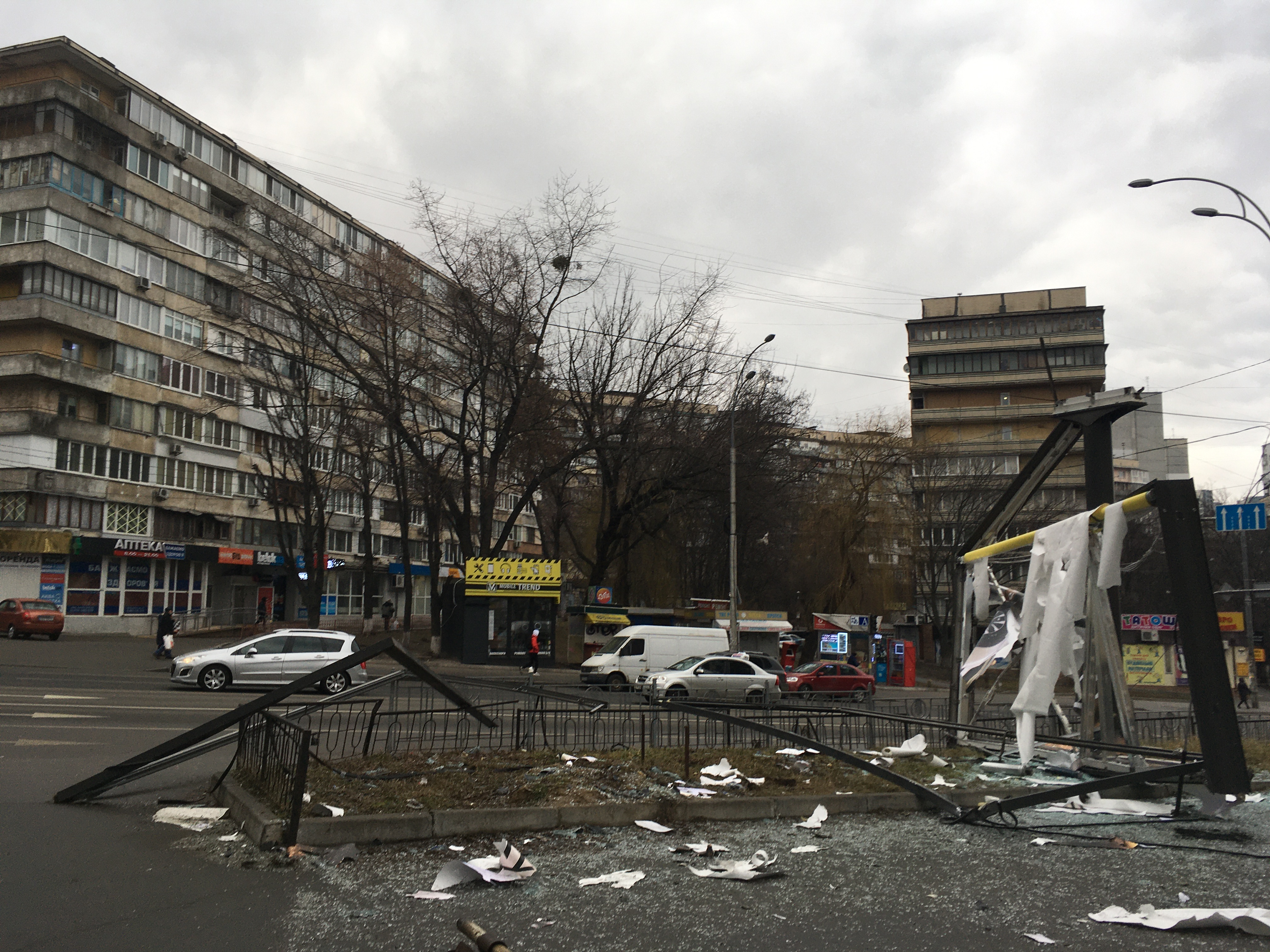
Structură din Kiev lovită de un fragment de rachetă, 24 februarie

- 24 februarie: Invazia Rusiei în Ucraina (2022): Președintele rus Vladimir Putin a ordonat o operațiune militară pentru „demilitarizarea și denazificarea” Ucrainei. Soldații belaruși ajută Rusia în invadarea Ucrainei. Putin avertizează despre „consecințele pe care nu le-ați văzut niciodată în istorie” oricine încearcă să se amestece sau să „creeze amenințări pentru țara noastră”.
- 24 februarie: Invazia Rusiei în Ucraina (2022): Președintele ucrainean Volodimir Zelenski a declarat legea marțială în toată țara ca răspuns la invazie.
- 24 februarie: Invazia Rusiei în Ucraina (2022): Ucraina confirmă că forțele terestre ruse au intrat în regiunele Luhansk, Sumî, Harkiv, Cernigău, Jîtomîr și au trecut granița din Crimeea ocupată. Trupele ruse atacă și orașele-port Odesa și Mariupol în debarcări amfibii. Tancurile rusești intră în orașul Harkiv, al doilea oraș ca mărime din Ucraina. Rachete balistice și de croazieră rusești lovesc mai multe orașe și aerodromuri ucrainene, inclusiv capitala Kiev și Harkiv. O rachetă rusă lovește sediul de informații al Ministerului Apărării din Kiev. Elicoptere rusești bombardează aeroportul Hostomel de la periferia Kievului. Ucraina spune că trei elicoptere au fost doborâte în apărare. Un Antonov An-26 al Forțelor Aeriene Ucrainene este doborât și se prăbușește în Obukhiv, ucigând cinci membri ai echipajului, potrivit Serviciului de Stat de Urgență al Ucrainei. Un atac asupra unei unități militare din Podilsk ucide șase civili și rănește încă șapte. O altă persoană a fost ucisă în orașul Mariupol. Încă nouăsprezece persoane sunt date dispărute. Optsprezece persoane au murit într-o lovitură cu rachete asupra orașului-port Odesa. Armata Ucrainei raportează uciderea a aproximativ 50 de soldați ruși și a cel puțin 40 confirmați uciși în acțiune în rândul forțelor sale armate în timpul luptelor din estul Ucrainei; un înalt oficial guvernamental ucrainean estimează sute de decese în urma atacurilor aeriene în rândul trupelor ucrainene. Forțele armate ruse spun că „ofensiva sa fulger” a paralizat armata ucraineană și i-a suprimat sistemele de apărare aeriană; Forțele aeriene ucrainene spun că resping invadatorii ruși.
- 24 februarie: Invazia Rusiei în Ucraina (2022): Ucraina raportează că navele de război ale Marinei Ruse au atacat Insula Șerpilor, administrată de România și Ucraina, din apropierea Deltei Dunării. Dacă este confirmat, ar fi primul atac rusesc asupra unui stat NATO. O navă deținută de Turcia este bombardată în largul coastei Odessei, potrivit Direcției Generale pentru Siguranța Coastă a Turciei. Nu sunt raportate victime.
- 24 februarie: Invazia Rusiei în Ucraina (2022): Trupele ruse intră în Zona de excludere a Cernobîlului; Ucraina spune că forțele ruse au capturat centrala nucleară de la Cernobîl. Zelenskii numește atacul de la Cernobîl „o declarație de război la adresa întregii Europe”.
- 24 februarie: Invazia Rusiei în Ucraina (2022): Trupele ruse intră în Sumî și preiau controlul asupra drumului care duce de la Kiev la Moscova în regiune; luptele pentru orașele strategice de pe calea ferată spre Sumî sunt în desfășurare.
- 24 februarie: Invazia Rusiei în Ucraina (2022): Rusia anunță controlul Canalului Crimeea de Nord din regiunea Herson și restabilirea alimentării cu apă în Crimeea.
- 24 februarie: România, Polonia și statele baltice convin să declanșeze articolul 4 din Tratatul Atlanticului de Nord al NATO ca răspuns la agresiunea Rusiei.
- 24 februarie: Ministrul german de externe Annalena Baerbock afirmă că Germania va „lansa pachetul complet cu cele mai masive sancțiuni împotriva Rusiei”.
- 24 februarie: Ucraina suspendă relațiile diplomatice cu Rusia ca răspuns la invazie.
- 24 februarie: Președintele lituanian Gitanas Nausėda anunță că va semna un decret prin care se declară starea de urgență și îi va cere Seimas-ului lituanian să îl ratifice într-o sesiune extraordinară.
- 24 februarie: Moldova declară stare de urgență ca răspuns la invazie. Sute de ucraineni trec granița, potrivit președintelui Maia Sandu.
- 24 februarie: Ucraina, Belarus și Moldova își închid spațiile aeriene aeronavelor comerciale.
- 24 februarie: Președintele american Joe Biden îi ordonă secretarului Apărării Lloyd Austin să trimită 7.000 de soldați în Germania pentru a-i ajuta pe aliații NATO.
- 24 februarie: Se anunță că Rusia va participa la viitorul Concurs Muzical Eurovision de la Torino, Italia, în ciuda invadării Ucrainei.
- 24 februarie: O vânzare masivă are loc la Bursa de Valori din Moscova, ceea ce determină operatorul său să declanșeze întrerupătoarele de două ori în trei ore. Cursul de schimb al rublei ruse scade la un minim record de 89,98 ₽ per dolar american.
- 24 februarie: Banca Națională a Ucrainei fixează rata oficială a hrivnei la dolarul american la 29,25 ₴, interzice achizițiile de valută străină pe piața interbancară și introduce limite de retragere de numerar. Banca centrală dispune, de asemenea, suspendarea tuturor tranzacțiilor cu conturile rusești și introduce împrumuturi nelimitate de lichiditate pe termen scurt pentru bănci.
- 24 februarie: Uniunea Europeană spune că va introduce „cel mai puternic, cel mai dur pachet” de sancțiuni asupra economiei ruse ca răspuns la invazie.
- 24 februarie: Guvernul Noii Zeelande este de așteptat să introducă un pachet de sancțiuni împotriva Rusiei, care include interzicerea intrării și tranzitului prin țară a oficialilor guvernamentali ruși și a altor persoane legate de invazie, precum și interzicerea exportului de mărfuri către Forțele militare și de securitate ruse.
- 24 februarie: Președintele sud-coreean, Moon Jae-in, anunță că țara va impune sancțiuni economice împotriva Rusiei.
- 24 februarie: Premierul Boris Johnson anunță că Regatul Unit va impune sancțiuni băncilor și oligarhilor ruși. Companiei aeriene ruse Aeroflot i se va interzice, de asemenea, să opereze zboruri către Marea Britanie din cauza invaziei.
- 24 februarie: Canada reziliază toate permisele de export cu Rusia ca răspuns la invazia Ucrainei.
- 24 februarie: Președintele american Joe Biden anunță sancțiuni împotriva Rusiei și promite că ar putea veni și sancțiuni suplimentare. El reafirmă, de asemenea, că SUA nu vor interveni direct în Ucraina, ci vor continua să apere NATO.
- 24 februarie: Prim-ministrul indian Narendra Modi și președintele rus Vladimir Putin au avut o comvorbire telefonică. În timpul comvorbirii, Modi a cerut Rusiei și Ucrainei „să pună capăt violenței”
- 24 februarie: Letonia și Republica Cehă suspendă eliberarea vizelor cetățenilor ruși.

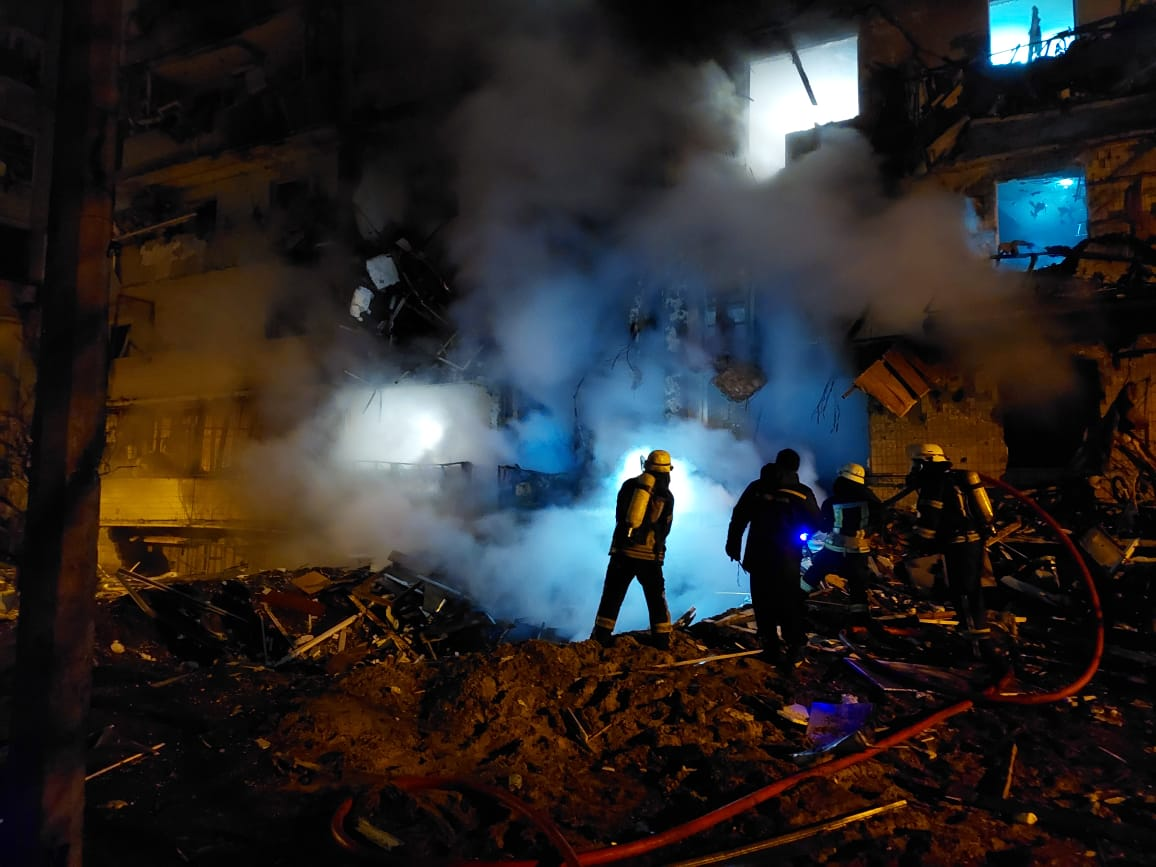
Bloc de apartamente din Kiev (strada Oleksandr Koshyts) după bombardare, 25 februarie

- 25 februarie: Invazia Rusiei în Ucraina (2022): Armata ucraineană spune că a aruncat în aer un pod pentru a împiedica forțele ruse să înainteze spre Kiev.
- 25 februarie: Invazia Rusiei în Ucraina (2022): Ucraina spune că trupele rusești au intrat în Kiev și că lupte grele sunt în desfășurare. Videoclipurile de pe rețelele de socializare arată tancuri avansând prin cartierul Obolon al orașului. În cartierul Podilskyi al orașului sunt semnalate și focuri de armă și explozii.
- 25 februarie: Invazia Rusiei în Ucraina (2022): Rachetele ucrainene OTR-21 Tochka atacă baza aeriană Millerovo din regiunea Rostov, Rusia, distrugând două avioane de război ale Forțelor Aeriene Ruse, potrivit oficialilor ucraineni. Imaginile par să arate baza aeriană în flăcări.
- 25 februarie: Invazia Rusiei în Ucraina (2022): O coloană de soldați ruși este învinsă de armata ucraineană la Starobilsk.
- 25 februarie: Invazia Rusiei în Ucraina (2022): Trupele de asalt aeropurtate ucrainene luptă cu soldați ruși la Ivankiv și Dîmer.
- 25 februarie: Invazia Rusiei în Ucraina (2022): Un căpitan și un caporal din Brigada de asalt aerian a 11-a de gardă rusă se predă Forțelor Armate ale Ucrainei lângă Cernihiv.
- 25 februarie: Invazia Rusiei în Ucraina (2022): Inspectoratul de Reglementare Nuclear de Stat al guvernului ucrainean spune că în zona de excludere de la Cernobîl au fost detectate niveluri de radiații gamma mai mari decât cele obișnuite, după ce centrala a fost capturată de Rusia.
- 25 februarie: Invazia Rusiei în Ucraina (2022): Ministerul rus al Apărării spune că Forțele Aeropurtate Ruse au recucerit aeroportul strategic Hostomel de lângă Kiev, după ce au atacat baza aeriană cu 200 de elicoptere.
- 25 februarie: Mitropolitul Banatului, înaltpreasfinția sa Ioan Selejan a cerut pe crendicioșii bănățeni să roage la Dumnezeu cu pace pentru Ucraina.
- 25 februarie: Invazia Rusiei în Ucraina (2022): Fostul Președinte al Ucrainei Petro Poroșenko este pregătit să apere Kievul cu arma în mână și să-i învingă pe militarii ruși.
- 25 februarie: În timpul unui summit de urgență al NATO, secretarul general Jens Stoltenberg anunță că NATO va furniza arme Ucrainei. El mai anunță că Forța de Răspuns NATO va fi activată pentru prima dată în istorie.
- 25 februarie: Kazahstan respinge cererea Rusiei de a se alătura trupelor la război. De asemenea, nu se va alătura recunoașterii de către Putin a Republicii Populare Donețk sau a Republicii Populare Lugansk.
- 25 februarie: Președintele ucrainean Volodîmîr Zelenski acuză conducerea europeană de „inacțiune” în fața invaziei ruse, spunând „Ca și cel de-al Doilea Război Mondial, ați spus niciodată, dar iată-l din nou și nu faceți suficient pentru a răspunde”. De asemenea, Zelensky face apel la cetățenii din întreaga Uniune Europeană să protesteze și să-și forțeze guvernele să ia măsuri mai decisive.
- 25 februarie: O navă chimică sub pavilion moldovenesc a fost lovită de o rachetă în apropierea portului Odesa, rănind grav doi membri ai echipajului, potrivit agenției navale a Republicii Moldova. Nu este clar cine a lansat racheta.
- 25 februarie: Președintele rus Vladimir Putin îndeamnă Forțele Armate ale Ucrainei să „preia puterea în propriile mâini” și să răstoarne guvernul ucrainean, pe care l-a numit „o bandă de dependenți de droguri și neonaziști”.
- 25 februarie: Purtătorul de cuvânt al ministerului rus de externe, Maria Zakharova, avertizează atât Finlanda, cât și Suedia că s-ar putea confrunta cu „consecințe militare și politice dăunătoare” dacă încearcă să adere la NATO.
- 25 februarie: Rusia este descalificată de la Concursul Muzical Eurovision 2022 din cauza invaziei sale în Ucraina.
- 25 februarie: Premierul taiwanez Su Tseng-chang anunță că Taiwan va impune sancțiuni Rusiei în urma invaziei Ucrainei.
- 25 februarie: Rusia interzice toate companiile aeriene britanice să acceseze spațiul aerian și aeroporturile sale, ca răspuns la interzicerea Marii Britanii asupra transportatorului său pavilion Aeroflot.
- 25 februarie: Uniunea Europeană îngheață toate bunurile deținute de președintele rus Vladimir Putin și de ministrul de externe Serghei Lavrov în UE.
- 25 februarie: Administrația Biden anunță că SUA se vor alătura Uniunii Europene pentru a impune sancțiuni împotriva lui Putin.
- 25 februarie: Consiliul Europei anunță suspendarea calității de membru al Rusiei.
- 25 februarie: Consiliul OCDE încheie oficial procesul de aderare a Rusiei la organizație.
- 25 februarie: Președintele rus Vladimir Putin i-a spus președintelui chinez Xi Jinping că Rusia este dispusă să poarte discuții cu Ucraina.
- 25 februarie: Președintele ucrainean Volodimîr Zelenskii îl îndeamnă pe Vladimir Putin să se angajeze în discuții pentru a pune capăt conflictului.
- 25 februarie: Secretarul de presă al Kremlinului, Dmitri Peskov, a declarat că Rusia a fost de acord să poarte discuții și va trimite o delegație la Minsk, Belarus.
- 25 februarie: Consilierul prezidențial ucrainean Mykhailo Podolyak spune că țara este pregătită să poarte discuții cu Rusia privind statutul neutru pentru a pune în aplicare o încetare a focului. Se așteaptă să fie anunțate ora și locul.
- 25 februarie: Președintele Zelenskii cere premierului israelian Naftali Bennett să servească drept mediator în discuțiile dintre Ucraina și Rusia.
- 25 februarie: Statele Federate ale Microneziei suspendă legăturile diplomatice cu Rusia.
- 25 februarie: Ministrul chinez de externe Wang Yi îndeamnă Rusia să respecte „suveranitatea teritorială” a Ucrainei și „să pună capăt victimelor civile prin reluarea negocierilor”.
- 25 februarie: Secretarul Ministerului de Externe din Belarus, Anatoly Glaz, spune că Belarus este gata să contribuie la aducerea păcii în Ucraina, pe fondul unor eventuale discuții de pace la Minsk.
- 25 februarie: Ucrainenii, norvegienii și rușii organizează un protest comun împotriva războiului la Kirkenes, Norvegia, cerând ca Vladimir Putin să fie judecat la Curtea Penală Internațională de la Haga, Țările de Jos.
- 25 februarie: Protestatarii se adună la Sarajevo, Bosnia și Herțegovina, pentru a fi solidari cu Ucraina.
- 25 februarie: Protestatarii se adună la consulatul rus din Edinburgh, Scoția, pentru a doua zi consecutiv, pentru a-și exprima indignarea față de război.
- 25 februarie: Rusia anunță că a restricționat parțial accesul la Facebook.
- 25 februarie: UEFA anunță mutarea finalei Ligii Campionilor din acest an de pe Stadionul Krestovsky din Sankt Petersburg pe Stade de France de lângă Paris, ca răspuns la criză.
- 25 februarie: Federația Internațională de Automobilism anulează ediția din acest an a Marele Premiu al Rusiei de la Soci, programată inițial pentru 25 septembrie, afirmând că „este imposibil să se organizeze Marele Premiu al Rusiei în circumstanțele actuale”.

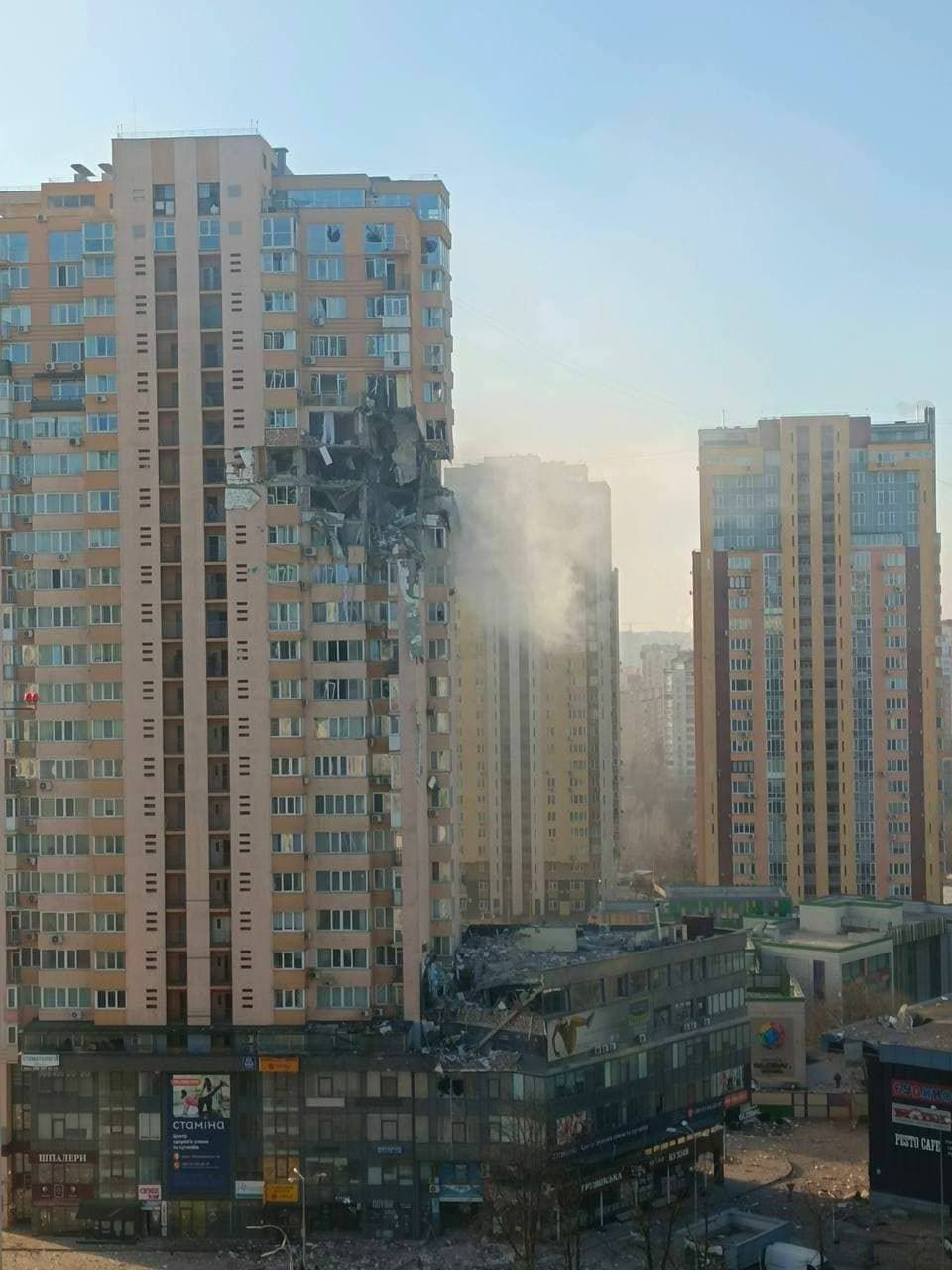
Bloc de apartamente din Kiev (bulevardul Valeri Lobanovskyi) lovit de o rachetă, 26 februarie

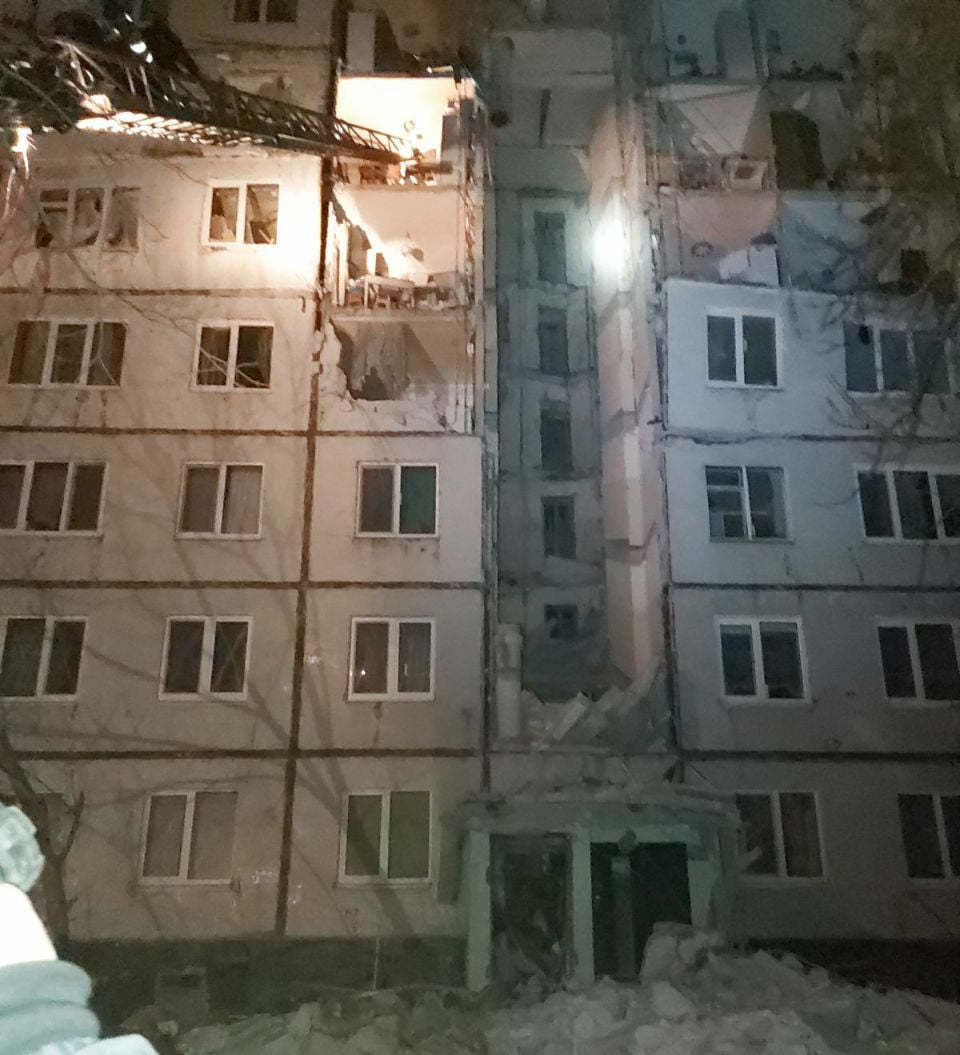
Bloc de apartamente din Harkiv parțial ruinat de o rachetă, 26 februarie

- 26 februarie: Invazia Rusiei în Ucraina (2022): Forțele terestre ruse încearcă să atace o bază militară de lângă Kiev, pe Bulevardul Victoriei, precum și o stație de generare a energiei electrice din oraș. Armata ucraineană spune că au respins ambele atacuri.
- 26 februarie: Invazia Rusiei în Ucraina (2022): Un bloc-turn rezidențial de lângă Aeroportul Internațional Kiev a fost lovit de o rachetă.
- 26 februarie: Invazia Rusiei în Ucraina (2022): Armata Ucrainei susține că apărarea sa antiaeriană a doborât două avioane de transport rusești Iliușin Il-76 care transportau parașutiști în apropierea orașelor Vasîlkiv și Bila Țerkva din Regiunea Kiev, dar nu a furnizat nicio dovadă video sau detalii despre locurile accidentului. Ucraina mai susține că un avion de atac Suhoi Su-25 a fost doborât.
- 26 februarie: Invazia Rusiei în Ucraina (2022): Forțele armate ruse raportează că au capturat orașul Melitopol din Regiunea Zaporijjea. Cu toate acestea, această afirmație este contestată. Presa de stat rusă spune că trupele ruse au intrat în oraș după ce nu s-au confruntat cu „nicio rezistență”.
- 26 februarie: Invazia Rusiei în Ucraina (2022): Președintele ucrainean Volodymyr Zelenskyi postează un videoclip cu el însuși în capitala Kiev, pe fondul zvonurilor că ar fi părăsit țara.
- 26 februarie: Invazia Rusiei în Ucraina (2022): Marina rusă avertizează că toate navele și navele civile care încearcă să se apropie de coasta ucraineană a Mării Negre vor fi distruse ca „amenințări teroriste”.
- 26 februarie: Invazia Rusiei în Ucraina (2022): Polonia spune că aproximativ 100.000 de ucraineni au trecut granița de când a început invazia.
- 26 februarie: Invazia Rusiei în Ucraina (2022): Președintele rus Vladimir Putin dă ordine de extindere a ofensivei, după ce a declarat „moarte” negocierile de pace.
- 26 februarie: Invazia Rusiei în Ucraina (2022): Armata ucraineană distruge șine la toate nodurile feroviare care duc spre Rusia, ca parte a unei încercări de a preveni livrarea proviziilor militare rusești de către trenurile de marfă.
- 26 februarie: Invazia Rusiei în Ucraina (2022): Serghei Aksionov, șeful Republicii Crimeea, spune că rezervele de apă prin Canalul Crimeea de Nord au revenit după ce rușii au distrus barajul care împiedica curgerea apei din râul Nipru.
- 26 februarie: Forțele ruse bombardează orașul Sartana, Ucraina, și satul Buhas din apropiere, ucigând zece cetățeni greci.
- 26 februarie: Într-o declarație comună oficială, Comisia Europeană, Franța, Germania, Italia, Regatul Unit, Canada și Statele Unite sunt de acord să elimine unele bănci rusești din SWIFT. Grupul se angajează, de asemenea, să „impună măsuri restrictive care să împiedice Banca Centrală Rusă să-și desfășoare rezervele internaționale în moduri care să submineze impactul sancțiunilor noastre”.
- 26 februarie: Mai mulți producători de cipuri, inclusiv TSMC și Intel, opresc aprovizionarea cu produsele lor ca urmare a sancțiunilor împotriva Rusiei.
- 26 februarie: Estonia anunță că își va închide spațiul aerian tuturor companiilor aeriene ruse.
- 26 februarie: Președintele turc Recep Tayyip Erdogan a spus că Turcia depune eforturi pentru o încetare imediată a focului între Ucraina și Rusia.
- 26 februarie: Într-un apel telefonic, președintele francez Emmanuel Macron i-a cerut președintelui belarus Alexandr Lukașenko să ceară retragerea trupelor ruse din Ucraina. În timpul convorbirii telefonice, Lukașenko a numit și rapoartele conform cărora Belarus ar putea avea arme nucleare „știri false”.
- 26 februarie: Aproximativ 3.000 de protestatari anti-război din Rusia au fost reținuți de când președintele rus Vladimir Putin a lansat o invazie în Ucraina.
- 26 februarie: Protestatarii se adună la Ambasada Rusiei din Londra. În timpul protestului, demonstranții sunt văzuți cum aruncă cu ouă în ambasadă și cer lui Vladimir Putin să retragă trupele din Ucraina.
- 26 februarie: Aproximativ 200 de manifestanți din Taipei, Taiwan cer ca războiul să se încheie.
- 26 februarie: Poliția iraniană a dispersat protestatarii care scandează „Moarte lui Putin” în fața ambasadei Ucrainei la Teheran.
- 26 februarie: Protestatarii se adună în Kansas City, Salt Lake City, Space Needle din Seattle și alte orașe din SUA pentru a rămâne solitar cu Ucraina și a cere pace.
- 26 februarie: Mai mulți camionieri Freedom Convoy se adună la Grant Park din Chicago pentru a protesta singuri pentru oprirea războiului din Ucraina.
- 26 februarie: Rusia blochează accesul la platforma de socializare Twitter.

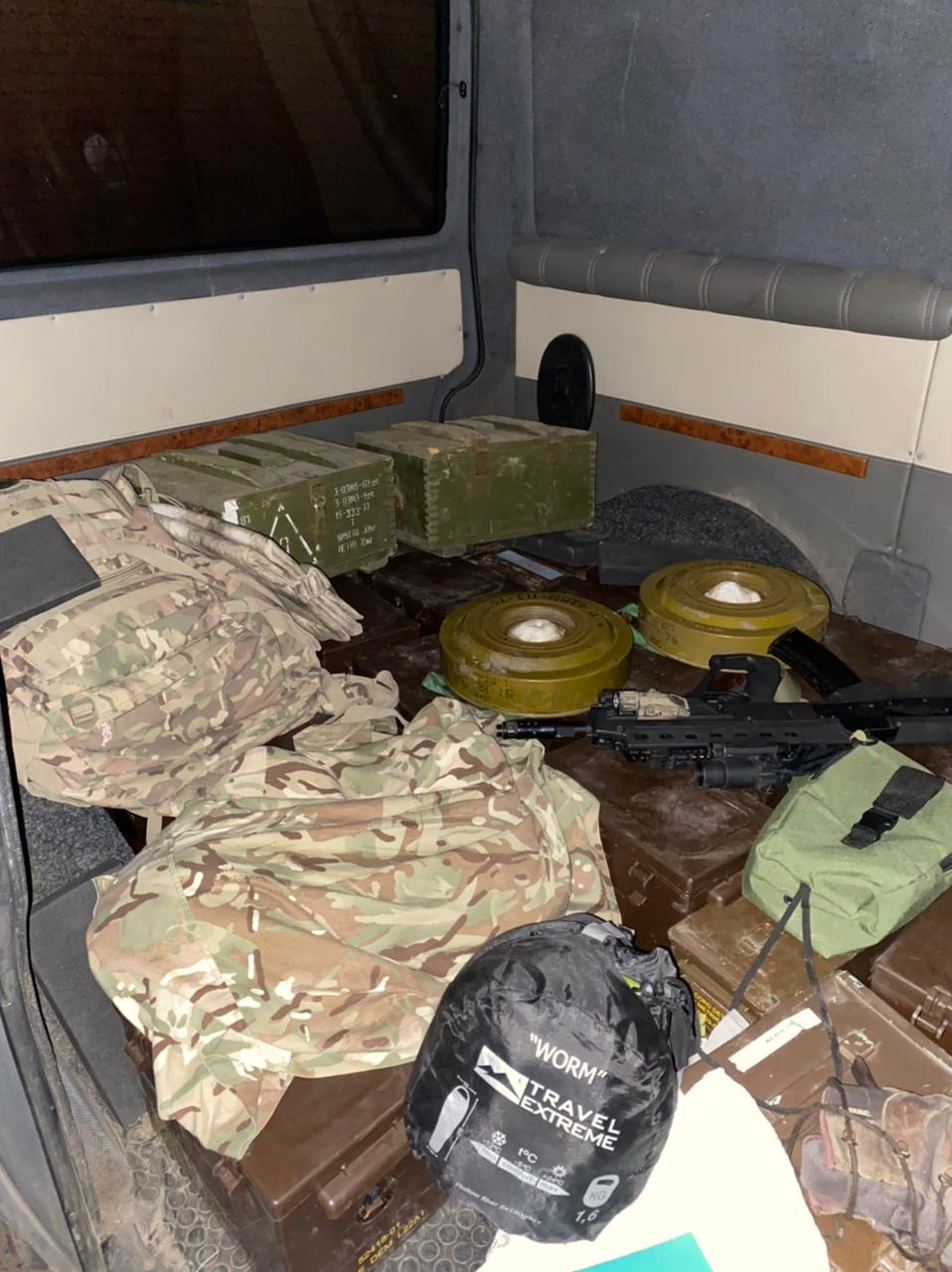
Echipamentul grupului de sabotaj și recunoaștere rusesc capturat în Regiunea Odesa din Ucraina

- 27 februarie: Invazia Rusiei în Ucraina (2022): Ministerul rus al Apărării a anunțat că forțele ruse au înconjurat complet Hersonul și Berdeanskul, pe lângă faptul că au capturat Heniceskul și Aeroportul Internațional Herson din Cernobaevka.
- 27 februarie: Invazia Rusiei în Ucraina (2022): Forțele terestre ruse încep să vizeze conductele de gaz și petrol în afara Harkivului și Kievului, în speranța că le vor incapacita apărarea; explozii multiple sunt raportate la un depozit de petrol de lângă Vasilkiv, Regiunea Kiev.
- 27 februarie: Invazia Rusiei în Ucraina (2022): Armata ucraineană anunță că Kievul rămâne sub controlul armatei. În plus, guvernatorul regional Oleh Sinegubov anunță că Harkivul rămâne sub controlul Ucrainei.
- 27 februarie: Armata ucraineană spune că a distrus un convoi de 56 de tancuri în apropierea capitalei Kiev și l-a ucis pe generalul cecen Magomed Tushaev.
- 27 februarie: Trupele ruse intră în orașul-port Berdiansk și confiscă toate clădirile administrative, potrivit primarului orașului.
- 27 februarie: Invazia Rusiei în Ucraina (2022): 368.000 de refugiați au fugit din Ucraina de la începutul invaziei, potrivit unei estimări a Înaltului Comisariat al Națiunilor Unite pentru Refugiați (UNHCR).
- 27 februarie: Invazia Rusiei în Ucraina (2022): Președintele rus Vladimir Putin ordonă ca forțele nucleare ale Rusiei să fie plasate în alertă maximă, ca răspuns la ceea ce el a numit „declarații agresive” ale membrilor NATO.
- 27 februarie: Invazia Rusiei în Ucraina (2022): Ucraina spune că a folosit drone Bayraktar TB2 UAV împotriva forțelor Moscovei.
- 27 februarie: Uniunea Europeană spune că va furniza avioane de luptă și va finanța 500 de milioane de euro pentru achiziționarea și livrarea de arme către Ucraina, pentru prima dată când UE face acest lucru. UE va furniza, de asemenea, 50 de milioane euro sub formă de materiale medicale.
- 27 februarie: Premierul danez Mette Frederiksen le permite voluntarilor să se alăture soldaților ucraineni pentru a lupta împotriva Rusiei.
- 27 februarie: Canada, Uniunea Europeană, Regatul Unit, Statele Unite și Japonia îngheață toate activele Băncii Centrale Ruse și ale Fondului Național de Avere Rusă aflate sub jurisdicția lor, împiedicând utilizarea a mai mult de o treime din rezervele valutare de 630 de miliarde de dolari ale Rusiei.
- 27 februarie: British Petroleum își lichidează participația de 19,75% din compania petrolieră de stat rusă Rosneft.
- 27 februarie: Fondul suveran al Norvegiei își va cesiona participațiile rusești.
- 27 februarie: Rubla rusă se confruntă cu spread-uri de cumpărare-vânzare extreme. În timp ce schimburile valutare din bănci oferă o gamă de 70–90 de ruble per dolar american și 80–100 de ruble per euro, cotațiile de vânzare variază de la 100 de ruble la peste 150 de ruble pentru 1 dolar american. Vânzarea în panică este suspectată ca motiv al fluctuațiilor.
- 27 februarie: Secretarul de presă al Kremlinului, Dmitri Peskov, a declarat că o delegație rusă a sosit la Gomel, Belarus, pentru a purta discuții ca parte a efortului de a pune capăt războiului. Cu toate acestea, președintele ucrainean Volodimîr Zelenski respinge Belarus deoarece țara este o parte neneutră în conflict. Ucraina și Rusia convin în cele din urmă să poarte negocieri la granița Belarus-Ucraina lângă râul Pripyat pe data de 28 februarie, în timp ce delegația ucraineană se deplasează la locație prin Polonia din motive de siguranță.
- 27 februarie: Ucraina dă în judecată Rusia la Curtea Internațională de Justiție, solicitând o interdicție prin care să dispună încetarea imediată a activităților militare ruse.
- 27 februarie: În cadrul unei întâlniri menite să aprobe un raport al Panelului Interguvernamental pentru Schimbări Climatice, delegatul rus Oleg Anisimov își cere scuze Ucrainei și spune că nu a existat „nici-o justificare” pentru invadarea Ucrainei.
- 27 februarie: Uniunea Europeană și Canada își închid spațiile aeriene aeronavelor rusești.
- 27 februarie: Mevlüt Çavușoğlu, ministrul de externe al Turciei, declanșează clauza de război a Convenției de la Montreux și limitează circulația navelor militare ale căror baze nu se află pe coasta Mării Negre.
- 27 februarie: Uniunea Europeană impune sancțiuni Belarusului, interzicând importul unor mărfuri, inclusiv lemn, oțel, combustibili derivați din petrol și ciment.
- 27 februarie: Prim-ministrul israelian Naftali Bennett se oferă să medieze un încetare a focului între Rusia și Ucraina.
- 27 februarie: Germania anunță că va trimite arme în Ucraina.
- 27 februarie: China și Uniunea Europeană vor găzdui un summit virtual pe 1 aprilie, ca parte a unui efort de atenuare a tensiunilor economice și geopolitice dintre cele două guverne, în special în ceea ce privește Lituania.
- 27 februarie: Manifestanții anti-război se adună la Minsk, Belarus, pentru a protesta împotriva invadării Ucrainei de către Rusia, în ciuda implicării Belarusului în invazie. Aproximativ 440 de persoane sunt reținute în proteste.
- 27 februarie: Uniunea Europeană interzice agenția de știri Sputnik și RT, ambele instituții de știri sponsorizate de stat, care sunt considerate pe scară largă pentru că promovează propaganda rusă.
- 27 februarie: În sport, FIFA interzice Rusiei să joace sub propriul steag, dar va permite țării să concureze sub un steag neutru al „Uniunii de fotbal a Rusiei”, care este similar cu modul în care Comitetul Olimpic Internațional cere sportivilor ruși să concureze la Jocurile Olimpice sub numele de Comitetul Olimpic Rus. Meciurile internaționale de fotbal care ar fi avut loc în Rusia pot fi jucate doar fără spectatori în alte țări, neutre. Cu toate acestea, mai multe echipe, inclusiv toți adversarii posibili în play-off pentru Cupa Mondială FIFA 2022, refuză să concureze împotriva echipei ruse.
- 27 februarie: Tot în sport, Federația Internațională de Judo îi suspendă președintelui rus Vladimir Putin titlurile de președinte onorific și ambasador al federației, „în lumina războiului în desfășurare... în Ucraina”.
- 28 februarie: Invazia Rusiei în Ucraina (2022): Zeci de oameni sunt uciși și alte sute sunt răniți într-un atac masiv cu MLRS asupra Harkivului, potrivit Ministerului de Interne ucrainean. Videoclipurile par să arate că munițiile cu dispersie sunt folosite în atacul cu rachete.
- 28 februarie: Invazia Rusiei în Ucraina (2022): Hennadii Matsehora, primarul din Kupeansk care a predat orașul rușilor în schimbul păcii în ziua precedentă, este acum acuzat de trădare de către oficialii ucraineni.
- 28 februarie: Invazia Rusiei în Ucraina (2022): Un convoi lung de 64 de kilometri (40 de mile) format din vehicule blindate, tancuri și artilerie al Forțelor Terestre rusești continuă să avanseze spre Kiev.
- 28 februarie: Invazia Rusiei în Ucraina (2022): Ambasadorul ucrainean în SUA, Oksana Markarova, confirmă că forțele ruse au atacat Ohtîrka cu o bombe cu vid.
- 28 februarie: Invazia Rusiei în Ucraina (2022): Rusia atacă Aeroportul Internațional Jitomir folosind rachete balistice Iskander lansate din Belarus.
- 28 februarie: Invazia Rusiei în Ucraina (2022): Ministerul rus al Apărării spune că forțele terestre ruse au capturat Centrala nucleară Zaporizhzhia din Regiunea Zaporijjea și că operațiunile centralei au continuat în mod normal sub paza soldaților. Cu toate acestea, Ucraina neagă că centrala electrică a fost confiscată de forțele ruse.
- 28 februarie: Invazia Rusiei în Ucraina (2022): Președintele ucrainean Volodîmîr Zelenski cere președintelui SUA Joe Biden și NATO să impună o zonă de excludere aeriană deasupra Ucrainei. Cu toate acestea, secretarul de presă de la Casa Albă Jen Psaki, secretarul britanic al apărării Ben Wallace și secretarul general al NATO Jens Stoltenberg declară că NATO și SUA au exclus impunerea unei zone de excludere a zborului.
- 28 februarie: Invazia Rusiei în Ucraina (2022): Secretarul de presă al Kremlinului, Dmitri Peskov, acuză Uniunea Europeană de „comportament ostil” față de Rusia și spune că înarmarea Ucrainei a fost un „factor extrem de periculos și destabilizator”. Peskov spune că livrările occidentale de arme către Kiev arată că Moscova a fost justificată să demilitarizeze Ucraina.
- 28 februarie: Invazia Rusiei în Ucraina (2022): Dmitri Peskov spune că remarcile lui Vladimir Putin privind ordinul de descurajare nucleară au fost ca răspuns la comentariile făcute de ministrul britanic de externe Liz Truss.
- 28 februarie: Invazia Rusiei în Ucraina (2022): Letonia permite voluntarilor să participe la războiul ruso-ucrainean.
- 28 februarie: Invazia Rusiei în Ucraina (2022): Se așteaptă ca Belarus să-și desfășoare forțele armate direct în Ucraina, ajutând astfel Rusia în invazia sa. Cu toate acestea, un înalt oficial al apărării din SUA spune că nu există indicii că trupele belaruse au fost încă dislocate.
- 28 februarie: Invazia Rusiei în Ucraina (2022): Biroul președintelui francez Emmanuel Macron afirmă că, în timpul unei convorbiri telefonice cu președintele rus, „Putin și-a confirmat disponibilitatea de a-și lua angajamente” de a opri atacurile împotriva civililor și a infrastructurii civile și pentru a securiza drumurile importante.
- 28 februarie: Invazia Rusiei în Ucraina (2022): Organizația Națiunilor Unite raportează cel puțin 406 victime civile în Ucraina.
- 28 februarie: Invazia Rusiei în Ucraina (2022): Inginerul ucrainean al iahtului rusesc Prințesa Anastasia încearcă să înece vasul în portul Mallorca, Spania, distrugând camera mașinilor iahtului.
- 28 februarie: Invazia Rusiei în Ucraina (2022): Doi etnici greci sunt uciși după ce orașul Sartana este bombardat de forțele aeriene ruse.
- 28 februarie: Invazia Rusiei în Ucraina (2022): Piloții forțelor aeriene ucrainene încep să sosească în Polonia pentru a începe să preia controlul asupra aeronavelor de vânătoare donate de țările Uniunii Europene. Guvernul ucrainean spune că UE predă forțelor sale aeriene peste 70 de avioane de luptă, inclusiv 28 de avioane MiG-29 din Polonia, 12 din Slovacia, 16 din Bulgaria și 14 Sukhoi Su-25 din Bulgaria. Premierul bulgar Kiril Petkov a declarat că a respins cererea. Șeful pentru securitate al Uniunii Europene, Josep Borrell, a clarificat ulterior că donațiile au fost făcute „bilateral” de către statele membre individuale ale UE și nu de la UE însăși.
- 28 februarie: Banca Centrală a Rusiei (BCR) crește rata dobânzii de la 9,5% la 20%, cea mai mare rată din 2003. Rubla rusă pierde, de asemenea, mai mult de un sfert din valoare la începutul tranzacționării, cu intervale de 100-120 de ruble la dolarul american.
- 28 februarie: BCR ordonă tuturor companiilor care primesc valută străină să schimbe 80% din venituri în ruble, în încercarea de a stabiliza piața.
- 28 februarie: Rusia instituie controale de capital, interzicând orice tranzacționare cu valori mobiliare rusești de către persoane juridice străine.
- 28 februarie: Bursa de Valori din Moscova, care nu a fost deschisă pentru tranzacționare luni, va rămâne închisă până sâmbătă, deoarece autoritățile de reglementare ruse încearcă să limiteze vânzările de active și ruble rusești.
- 28 februarie: Președintele Vladimir Putin a ordonat interzicerea transferului de valută puternică, precum dolari americani și euro, în străinătate, inclusiv prin serviciul datoriei externe. Nu este clar dacă aceasta constituie o neplată a datoriei.
- 28 februarie: Prețurile la benzină în Regatul Unit ating un maxim istoric, potrivit RAC.
- 28 februarie: O filială din UE a Sberbank este declarată „în eșec sau probabil că va eșua” de autoritățile de reglementare bancare europene. Activele băncii se ridică la 13,64 miliarde de euro.
- 28 februarie: O delegație a guvernului ucrainean sosește în Belarus pentru discuții de pace cu delegația rusă în încercarea de a pune capăt războiului.
- 28 februarie: Consilierul prezidențial ucrainean Mykhailo Podolyak anunță că au început discuțiile de pace ca parte a efortului de a pune capăt războiului. În timpul discuțiilor, Ucraina cere o încetare a focului pentru a pune capăt războiului.
- 28 februarie: Negociatorul rus Vladimir Medinski spune că Rusia și Ucraina sunt interesate să ajungă la un acord care să pună capăt războiului.
- 28 februarie: Prima rundă de discuții de pace se încheie. Ambele delegații se vor întoarce în capitalele lor pentru consultări înainte de a doua rundă de discuții, care va avea loc la granița Belarus-Polonia.
- 28 februarie: Ca răzbunare la interzicerea avioanelor rusești, autoritățile ruse interzic companiilor aeriene din UE și Marea Britanie să aterizeze sau să traverseze spațiul aerian rusesc.
- 28 februarie: Monaco, un oraș favorizat de oligarhii ruși, adoptă sancțiuni împotriva Rusiei în conformitate cu sancțiunile actuale ale UE.
- 28 februarie: Rupând de la tradiția istorică de neutralitate a Elveției, Elveția afirmă că va adopta toate sancțiunile UE împotriva Rusiei cu efect imediat ca răspuns la invazie. Se crede că băncile elvețiene dețin miliarde de dolari în fonduri rusești.
- 28 februarie: Regatul Unit interzice navelor rusești să acosteze în porturile sale.
- 28 februarie: Canada interzice importul de petrol rusesc, devenind primul membru G7 care interzice importul de petrol rusesc. Canada aprobă, de asemenea, livrarea a 100 de puști fără recul Carl Gustaf de 8,4 cm și a 2.000 de rachete antitanc către Ucraina.
- 28 februarie: Statele Unite își închid ambasada din Minsk, Belarus, și permit „personalului neesențial” de la ambasada sa din Moscova să părăsească țara pe fondul războiului din Ucraina vecină.
- 28 februarie: Statele Unite anunță că vor expulza 12 ruși din New York care fac parte din delegația Rusiei la Națiunile Unite, spunând că sunt „agenți de informații” care „au abuzat de privilegiile lor de rezidență” prin implicarea în „activități de spionaj”.
- 28 februarie: Statele Unite spun că vor continua să furnizeze arme Ucrainei pentru a ajuta această țară în apărarea împotriva agresiunii ruse.
- 28 februarie: Premierul suedez Magdalena Andersson anunță că țara va trimite echipamente militare, inclusiv lansatoare antitanc, în Ucraina, rupând cu doctrina de a nu trimite arme în țările aflate în conflict activ.
- 28 februarie: Procurorul Karim Ahmad Khan anunță că Curtea Penală Internațională va efectua o anchetă penală privind crimele de război și crimele împotriva umanității din Ucraina.
- 28 februarie: Belarus aprobă adoptarea modificărilor la Constituția Belarusului conform propunerii președintelui Alexander Lukașenko, cu puțin peste 65% susținere, potrivit oficialilor electorali din Belarus. Belarus confirmă că și-a revocat statutul de stat non-nuclear, permițând astfel țării să găzduiască și să-și dezvolte propriile arme nucleare. Președintele Lukașenko spune că ar putea cere Rusiei să returneze rachete nucleare țării sale dacă arme nucleare sunt transferate în Polonia sau Lituania.
- 28 februarie: Președintele ucrainean Volodimîr Zelenski semnează o cerere de aderare a țării la Uniunea Europeană.
- 28 februarie: În sport, FIFA și UEFA suspendă toate cluburile de fotbal ruse din competițiile internaționale și, de asemenea, interzic echipei naționale de fotbal a Rusiei să participe la Campionatul Mondial de Fotbal 2022 din Qatar. UEFA își încheie, de asemenea, sponsorizarea cu firma rusă de energie Gazprom.
- 28 februarie: Tot în sport, Federația Internațională de Hochei pe Gheață suspendă din competițiile sale toate cluburile din Rusia și Belarus, precum și echipele naționale respective ale celor două țări. De asemenea, retrage Rusiei drepturile de găzduire a Campionatelor Mondiale de hochei pe gheață pentru juniori din 2023.

## Decese
- 2 februarie: Vasile Mocanu, 75 ani, politician român, membru al Partidului Social Democrat (n. 1946)
- 2 februarie: Monica Vitti (n. Maria Luisa Ceciarelli), 90 ani, actriță, scenaristă și realizatoare italiană (n. 1931)
- 3 februarie: Ioan Onisei, 68 ani, deputat român (2000-2004), (n. 1954)
- 3 februarie: Christos Sartzetakis, 92 ani, jurist și politician grec, președinte al Republicii Elene (1985–1990), (n. 1929)
- 5 februarie: Damirbek Olimov, 32 ani, cântăreț tadjic (n. 1989)
- 6 februarie: Maria Carrilho, 78 ani, politiciană portugeză, membră al Parlamentului European (1999–2004), (n. 1943)
- 6 februarie: George Crumb, 92 ani, compozitor american de muzică modernă și de avangardă (n. 1929)
- 7 februarie: Margarita Lozano (Margarita de las Flores Lozano Jiménez), 90 ani, actriță spaniolă (n. 1931)
- 7 februarie: Zbigniew Namysłowski, 82 ani, saxofonist, violoncelist, trombonist, pianist și compozitor polonez (n. 1939)
- 8 februarie: Luc Montagnier, 89 ani, medic francez, laureat al Premiului Nobel pentru Fiziologie sau Medicină (2008), (n. 1932)
- 9 februarie: Sebastian Bieniek, 46 ani, pictor, fotograf, regizor și scriitor german (n. 1975)
- 9 februarie: Ian McDonald, 75 ani, muzician poli-instrumentist englez (King Crimson), (n. 1946)
- 10 februarie: Gheorghe Banariuc, 70 ani, violonist, dirijor, compozitor și aranjor de muzică populară din Republica Moldova (n. 1951)
- 10 februarie: Eduard Kukan, 82 ani, politician slovac (n. 1939)
- 12 februarie: Ivan Reitman, 75 ani, regizor canadian de etnie cehoslovacă (n. 1946)
- 13 februarie: Dumitru M. Ion, 74 ani, scriitor și traducător român (n. 1948)
- 15 februarie: Corneliu Olar, 62 ani, deputat român (2016-2022), (n. 1959)
- 16 februarie: Pavlos Menevissoglu, 86 ani, mitropolit al Amasiei (n. 1935)
- 18 februarie: Brad Johnson, 62 ani, actor american (n. 1959)
- 18 februarie: Lindsey Pearlman (Lindsey Erin Pearlman), 43 ani, actriță americană (n. 1978)
- 18 februarie: Zdzisław Podkański, 72 ani, politician polonez, membru al Parlamentului European (2004–2009), (n. 1949)
- 19 februarie: Kakuichi Mimura, 90 ani, fotbalist și antrenor japonez (n. 1931)
- 19 februarie: Jacques Poos, 86 ani, politician luxemburghez, membru al Parlamentului European (1999–2004), (n. 1935)
- 20 februarie: Francesca Tardioli, 56 ani, diplomată italiană (n. 1965)
- 23 februarie: Ion Adrian Zare, 62 ani, fotbalist și antrenor român (n. 1959)
- 24 februarie: Florentin Cârpanu, 88 ani, om de afaceri român și primul prefect al județului Timiș (1990-1991) după Revoluția din 1989 (n. 1934)
- 24 februarie: Sally Kellerman (Sally Claire Kellerman), 84 ani, actriță americană, activistă, autoare, producătoare și cântăreață (n. 1937)
- 26 februarie: Alexandru Balázs, 93 ani, deputat român (1990-1992), (n. 1928)
- 26 februarie: Hans Bergel, 96 ani, scriitor și jurnalist german (n. 1925)
- 26 februarie: Danny Ongais, 79 ani, pilot american de Formula 1 (n. 1942)
- 27 februarie: Nicolae Corjos, 86 ani, regizor și scenarist român (n. 1935)
- 27 februarie: Marietta Giannakou, 70 ani, politicană greacă, membră al Parlamentului European (2009–2014), (n. 1951)
- 28 februarie: Viorel Mărginean, 88 ani, pictor român (n. 1933)
- 28 februarie: Andrei Suhovețki, 47 ani, general-maior rus (n. 1974)